# Saison 3 d'Une nounou d'enfer
Chronologie
Saison 2 Saison 4
Cet article présente le guide de la troisième saison de la série télévisée Une nounou d'enfer.

## Distribution
- Sont crédités du statut d'acteurs principaux pour cette saison : 
  - Fran Drescher : Fran Fine
  - Charles Shaughnessy : Maxwell Sheffield
  - Daniel Davis : Niles
  - Lauren Lane : C.C. Babcock
  - Nicholle Tom : Maggie Sheffield
  - Benjamin Salisbury : Brighton Sheffield
  - Madeline Zima : Grace Sheffield
  - Renee Taylor : Sylvia Fine
  - Ann Morgan Guilbert : Grandma Yetta
  - Rachel Chagall : Val Toriello
- Des acteurs invités se joignent à la distribution de chaque épisode, de manière plus ou moins récurrente.

## Épisodes

### Épisode 1:Une soirée pas comme les autres
- Titre original : Pen Pal
- Scénaristes : Jayne Hamil, Rick Shaw
- Réalisateur : Dorothy Lyman
- Diffusions : 
  -  États-Unis : 11 septembre 1995[1] sur CBS
  -  France :
- Distribution : Florence Griffith Joyner
- Résumé :

Fran doit rencontrer, Lenny, un homme avec lequel elle correspond depuis plusieurs années, mais elle a beaucoup exagéré sa situation...

### Épisode 2:La Grande Épreuve
- Titre original : Franny and the Professor
- Scénariste : Janis Hirsch
- Réalisateur : Dorothy Lyman
- Diffusions : 
  -  États-Unis : 18 septembre 1995 sur CBS
  -  France :
- Distribution : Roger Clinton
- Résumé :

Noël, le frère de C.C. Babcock vient rendre visite à sa sœur, il fait un pari avec elle au sujet de l'intelligence de Fran: il doit réussir à faire inscrire Fran au Jeopardy!.

### Épisode 3:Bague au doigt, corde au cou
- Titre original : Dope Diamond
- Scénariste : Diane Wilk
- Réalisateur : Dorothy Lyman
- Diffusions : 
  -  États-Unis : 25 septembre 1995 sur CBS
  -  France :
- Distribution :
- Résumé :

Fran tombe amoureuse de Jules, un médecin, qui la demande en mariage, mais celui s'avère être un escroc.

### Épisode 4:On n'a pas tous les jours 16 ans
- Titre original : A Fine Family Feud
- Scénariste : Frank Lombardi
- Réalisateur : Dorothy Lyman
- Diffusions : 
  -  États-Unis : 2 octobre 1995 sur CBS
  -  France :
- Distribution : Lainie Kazan (tante Freida)
- Résumé :

Le jour des 16 ans de Maggie approche, Maxwell voudrait organiser une fête au Guggenheim; mais Maggie est réticente à cette idée. Fran trouve une solution: organiser la fête au club de Tante Freida, mais celle-ci qui est brouillée avec sa belle-sœur Sylvia...

### Épisode 5:Une nounou indépendante
- Titre original : Val's Apartment
- Scénariste : Pamela Eells, Sally Lapiduss
- Réalisateur : Sally Lapiduss
- Diffusions : 
  -  États-Unis : 9 octobre 1995 sur CBS
  -  France :
- Distribution :
- Résumé :

Sylvia reproche à Fran le fait qu'elle n'arrivera jamais à trouver un homme parce qu'elle est accaparée par les enfants; elle déménage donc dans son propre appartement avec Val.

### Épisode 6:La Fièvre acheteuse
- Titre original : Shopaholic
- Scénariste : Eric Cohen
- Réalisateur : Dorothy Lyman
- Diffusions : 
  -  États-Unis : 16 octobre 1995 sur CBS
  -  France :
- Distribution :
- Résumé :

Danny Imperiali, l'ancien petit-ami de Fran s'est fiancé avec Heather Biblow; face à cette nouvelle, Fran est prise d'une fièvre acheteuse, elle fait sans cesse du shopping et fait des achats plus que superflus.

### Épisode 7:Un homme métamorphosé
- Titre original : Oy Vey, You're Gay
- Scénariste : Eileen O'Hare
- Réalisateur : Dorothy Lyman
- Diffusions : 
  -  États-Unis : 23 octobre 1995 sur CBS
  -  France :
- Distribution : Catherine Oxenberg
- Résumé :

Sur les conseils de C.C.Babcock, Maxwell engage une conseillère en communication pour le promouvoir, celle-ci le métamorphose complètement.

### Épisode 8:La fête est finie
- Titre original : The Party's Over
- Scénariste : Caryn Lucas
- Réalisateur : Dorothy Lyman
- Diffusions : 
  -  États-Unis : 6 novembre 1995 sur CBS
  -  France :
- Distribution : Milton Berle
- Résumé :

Profitant de l'absence de Maxwell et de C.C. Babcock, Fran et Val organisent une fête pour trouver des hommes.

### Épisode 9:Les Jeux de l'amour
- Titre original : The Two Mrs. Sheffields
- Scénariste : Diane Wilk
- Réalisateur : Dorothy Lyman
- Diffusions : 
  -  États-Unis : 13 novembre 1995 sur CBS
  -  France :
- Distribution : Dina Merrill
- Résumé :

Elizabeth, la mère de Maxwell vient lui rendre visite, celle-ci ne fait que critiquer le comportement de son fils, elle cherche notamment à faire renvoyer Fran avec le soutien de C.C. Babcock.

### Épisode 10:Enfantillages
- Titre original : Having His Baby
- Scénariste : Eric Mintz
- Réalisateur : Dorothy Lyman
- Diffusions : 
  -  États-Unis : 20 novembre 1995 sur CBS
  -  France :
- Distribution : Donna Dixon
- Résumé :

Fran se met dans l'idée d'avoir un enfant, pour cela elle voudrait avoir recours à l'insémination artificielle...

### Épisode 11:Une nounou à Hollywood
- Titre original : The Unkindest Gift
- Scénariste : Frank Lombardi
- Réalisateur : Dorothy Lyman
- Diffusions : 
  -  États-Unis : 27 novembre 1995 sur CBS
  -  France :
- Distribution : Jane Seymour, Joe Lando
- Résumé :

La famille Sheffield se rend à Hollywood car un film vidéo de Brighton a été sélectionné pour une émission; une fois au studio, Fran se perd et arrive sur le plateau de Docteur Quinn, femme médecin.

### Épisode 12:Retour de jeunesse
- Titre original : The Kibbutz
- Scénariste : Frank Lombardi
- Réalisateur : Dorothy Lyman
- Diffusions : 
  -  États-Unis : 4 décembre 1995 sur CBS
  -  France :
- Distribution :
- Résumé :

Pour les vacances de Noël Maxwell veut éloigner le plus possible Maggie de son petit ami en l'envoyant dans un couvent en Suisse, mais Fran a l'idée d'envoyer Maggie dans un kibboutz.

### Épisode 13:Le Parrain de Fran
- Titre original : An Offer She Can't Refuse
- Scénariste : Jayne Hamil, Rick Shaw
- Réalisateur : Dorothy Lyman
- Diffusions : 
  -  États-Unis : 11 décembre 1995 sur CBS
  -  France :
- Distribution :
- Résumé :

Fran sort avec un italien qui a tout du mafioso.

### Épisode 14:Épisode spécial, dessin animé: Le Noël d'une nounou d'enfer
- Titre original : Oy to the World
- Scénariste : Fran Drescher, Peter Marc Jacobson
- Réalisateur : Dorothy Lyman
- Diffusions : 
  -  États-Unis : 18 décembre 1995 sur CBS
  -  France :
- Distribution :
- Résumé :

Un épisode animé, lors duquel Fran et Brighton sont transportés au Pôle Nord, afin de protéger Noël de la cruelle princesse des glaces, l'abominable C.C. Babcock.

### Épisode 15:Un rôle sur mesure
- Titre original : Fashion Show
- Scénariste : Eileen O'Hare
- Réalisateur : Dorothy Lyman
- Diffusions : 
  -  États-Unis : 8 janvier 1996 sur CBS
  -  France :
- Distribution :
- Résumé :

Pour se faire pardonner de Fran, Maxwell l'engage comme styliste pour une soirée de charité.

### Épisode 16:Souvenir de nounou
- Titre original : Where's Fran?
- Scénariste : Sally Lapiduss
- Réalisateur : Dorothy Lyman
- Diffusions : 
  -  États-Unis : 15 janvier 1996 sur CBS
  -  France :
- Distribution : Roger Clinton
- Résumé :

Après une dispute avec Maxwell, Fran quitte la maison; Maxwell et Niles se souviennent de certains moments depuis qu'elle travaille à la maison et regrettent sa présence.

### Épisode 17:La Routine
- Titre original : The Grandmas
- Scénariste : Caryn Lucas
- Réalisateur : Dorothy Lyman
- Diffusions : 
  -  États-Unis : 22 janvier 1996 sur CBS
  -  France :
- Distribution :
- Résumé :

Fran est désespérée, d'abord Gracie ne veut pas qu'elle l'accompagne lors d'une soirée, elle se sent donc abandonnée. Deuxièmement Marti, le père de Fran a quitté Sylvia après une dispute.

### Épisode 18:C. C., l'impératrice du spectacle
- Titre original : Val's Boyfriend
- Scénariste : Erik Mintz
- Réalisateur : Dorothy Lyman
- Diffusions : 
  -  États-Unis : 5 février 1996 sur CBS
  -  France :
- Distribution : Marvin Hamlisch (comme sosie de son propre rôle)
- Résumé :

Maxwell renvoie C.C. parce que celle-ci veut de plus en plus de pouvoir au sein de la société de production, mais il se rend compte qu'elle lui était indispensable.Val pendant ce temps a trouvé quelqu'un, ce qui va beaucoup ennuyer Fran car elle n'aura plus personne avec qui partager des activités.

### Épisode 19:Les Délices de la Saint-Valentin
- Titre original : Love is a Many Blundered Thing
- Scénariste : Dan Amernick, Jay Amernick
- Réalisateur : Dorothy Lyman
- Diffusions : 
  -  États-Unis : 12 février 1996 sur CBS
  -  France :
- Distribution :
- Résumé :

C'est la Saint-Valentin, et Fran croit que Maxwell lui a donné rendez-vous, mais il n'en est rien...

### Épisode 20:Chaussure à son pied
- Titre original : Your Feets Too Big
- Scénariste : Sally Lapiduss
- Réalisateur : Dorothy Lyman
- Diffusions : 
  -  États-Unis : 19 février 1996 sur CBS
  -  France :
- Distribution :
- Résumé :

Après avoir accompagné sa mère chez un chirurgien esthétique, Fran s'inquiète du fait qu'elle vieillit, surtout à l'approche d'une réunion d'anciens collègues mannequins.

### Épisode 21:Les Perles d’Elizabeth Taylor
- Titre original : Where's the Pearls?
- Scénariste : Frank Lombardi
- Réalisateur : Dorothy Lyman
- Diffusions : 
  -  États-Unis : 26 février 1996 sur CBS
  -  France :
- Distribution : Elizabeth Taylor, Rosie O'Donnell
- Résumé :

Fran doit amener les perles d'Elizabeth Taylor chez un publicitaire, mais au cours du transport, son taxi a un accident et Fran perd la mémoire et les perles sont introuvables.

### Épisode 22:Amour sur glace
- Titre original : The Hockey Show
- Scénariste : Robbie Schwartz
- Réalisateur : Dorothy Lyman
- Diffusions : 
  -  États-Unis : 4 mars 1996 sur CBS
  -  France :
- Distribution :
- Résumé :

Fran sort avec un célèbre joueur de hockey sur glace qui est très superstitieux, ce qui engage Fran à vouloir rompre...

### Épisode 23:La Crise de la quarantaine
- Titre original : That's Midlife
- Scénariste : Caryn Lucas
- Réalisateur : Dorothy Lyman
- Diffusions : 
  -  États-Unis : 11 mars 1996 sur CBS
  -  France :
- Distribution : Monica Seles, Joyce Brothers
- Résumé :

Après le flop de sa dernière pièce, Maxwell se pose des questions sur sa vie car il pense qu'il n'a rien accompli de concret.

### Épisode 24:Un chanteur de charme
- Titre original : The Cantor Show
- Scénariste : Diane Wilk
- Réalisateur : Dorothy Lyman
- Diffusions : 
  -  États-Unis : 29 avril 1996 sur CBS
  -  France :
- Distribution : Burt Bacharach
- Résumé :

Fran sort avec le nouveau chanteur de la synagogue Gary Isachs qui séduit toute la communauté juive du quartier; après sa rencontre avec Maxwell il décide de faire carrière à Brodway, ce qui attire les foudres de la communauté et peut-être même de Dieu sur la famille Fine.

### Épisode 25:Un étranger dans la maison
- Titre original : Green Card
- Scénariste : Rick Shaw
- Réalisateur : Dorothy Lyman
- Diffusions : 
  -  États-Unis : 6 mai 1996 sur CBS
  -  France :
- Distribution : Paolo Seganti (Philippe, le nouveau précepteur en italien de Brighton)
- Résumé :

Fran est séduite par le nouveau précepteur en italien de Brighton, et rapidement le précepteur demande Fran en mariage...

### Épisode 26:La nounou s’amuse
- Titre original : Ship of Fran's
- Scénariste : Diane Wilk
- Réalisateur : Dorothy Lyman
- Diffusions : 
  -  États-Unis : 13 mai 1996 sur CBS
  -  France :
- Distribution :
- Résumé :

Fran doit partir en croisière dans les Caraïbes avec Val pour trouver des compagnons, mais les familles Sheffield et Fine s'invitent également à bord...

### Épisode 27:Escapade parisienne
- Titre original : A Pup in Paris
- Scénariste : Diane Wilk
- Réalisateur : Dorothy Lyman
- Diffusions : 
  -  États-Unis : 20 mai 1996 sur CBS
  -  France :
- Distribution :
- Résumé :

Maxwell part pour Paris afin de dissuader son frère d'y ouvrir un night-club, mais en partant il inverse les sacs et part avec celui contenant Châtaigne, le chien de C.C. Babcock. Fran va donc jusqu'à l'aéroport le chercher...